# Nogometni Klub Celje
Il Nogometni Klub MIK CM Celje (società calcistica MIK CM Celje) è una società calcistica slovena con sede nella città di Celje. Milita nella Prva slovenska nogometna liga, la massima serie del campionato sloveno di calcio. 
Insieme al Maribor è l'unica squadra slovena ad aver sempre partecipato alla massima divisione del campionato sloveno dal 1991. Ha vinto 2 campionati sloveni e due Coppe di Slovenia.

## Storia
Il club fu fondato nel 1919 con la denominazione di SK Celje. Nel 1946 cambiò denominazione in NK Kladivar. Nel 1964 conquistò la promozione nel secondo livello jugoslavo, la Druga Liga (Seconda Lega) per poi retrocedere l'anno successivo.
Nel 1992, l'anno successivo all'indipendenza della Slovenia dalla Jugoslavia, il club assunse la denominazione di Publikum dal nome dello sponsor. La compagine raggiunse la finale della Coppa di Slovenia nel 1993 e 1995, perdendole entrambe, sconfitta rispettivamente da Olimpija Lubiana e Mura. Nel 2003 il Celje rimase in corsa per il titolo di campione di Slovenia fino a due giornate dal termine, ma si piazzò seconda, e nella stessa stagione perse la finale di Coppa di Slovenia contro l'Olimpija. Due anni dopo, nel 2005, il club raggiunse per la quarta volta la finale della coppa nazionale e questa volta riuscì ad aggiudicarsi la sua prima coppa di Slovenia, sconfiggendo il Gorica per 1–0. Il Celje raggiunse la finale di Coppa di Slovenia anche la stagione successiva, perdendola contro il Koper ai tiri di rigore. All'inizio del 2007 fu rimosso il "Publikum" dalla sua denominazione.
Al termine della stagione 2019-2020 può festeggiare la vittoria del primo campionato della storia, concludendo con 69 punti, due punti in più dei rivali Maribor ed Olimpia Lubiana, entrambe a quota 67. Il Celje è una delle due società slovene a non essere mai state retrocesse in 2. SNL sin dalla sua istituzione nel 1991, assieme al Maribor. Nella Conference League 2024-2025, eliminando la squadra svizzera del Lugano, il Celje diventa la prima squadra slovena a qualificarsi ai quarti di finale in una competizione europea, dove l'eliminazione giunge per mano della Fiorentina.

## Strutture

### Stadio
Lo Stadion Z'dežele, che ospita le partite interne, ha una capacità di 10 085 spettatori.

## Palmarès

### Competizioni nazionali
- Slovenska republiška nogometna liga: 1

1963-1964
- Campionato sloveno: 2

2019-2020, 2023-2024
- Coppa di Slovenia: 2

2004-2005, 2024-2025

## Statistiche e record

### Statistiche nelle competizioni UEFA
Tabella aggiornata al 2 ottobre 2024.
| Competizione                            | Partecipazioni | G  | V | N | P | RF | RS |
| --------------------------------------- | -------------- | -- | - | - | - | -- | -- |
| Coppa delle Coppe/UEFA Champions League | 3              | 5  | 0 | 2 | 3 | 2  | 9  |
| Coppa UEFA/UEFA Europa League           | 7              | 15 | 5 | 1 | 9 | 21 | 22 |
| UEFA Conference League                  | 2              | 5  | 1 | 1 | 3 | 7  | 10 |
| Coppa Intertoto                         | 3              | 12 | 4 | 5 | 3 | 19 | 9  |

## Organico

### Rosa 2024-2025
Aggiornata al 7 marzo 2025.
| N. |                                 | Ruolo | Calciatore           |
| -- | ------------------------------- | ----- | -------------------- |
| 2  | Spagna (bandiera)               | D     | Juanjo Nieto         |
| 3  | Slovenia (bandiera)             | D     | Damjan Vuklišević    |
| 4  | Romania (bandiera)              | C     | Marco Dulca          |
| 5  | Francia (bandiera)              | C     | Clément Lhernault    |
| 6  | Lituania (bandiera)             | D     | Artemijus Tutyškinas |
| 7  | Slovenia (bandiera)             | A     | Aljoša Matko         |
| 9  | Paesi Bassi (bandiera)          | A     | Nino Noordanus       |
| 10 | Slovenia (bandiera)             | C     | Nino Kouter          |
| 11 | Slovenia (bandiera)             | C     | Svit Sešlar          |
| 12 | Slovenia (bandiera)             | P     | Luka Kolar           |
| 16 | Bosnia ed Erzegovina (bandiera) | C     | Mario Kvesić         |
| 19 | Slovenia (bandiera)             | C     | Mark Zabukovnik      |
| 20 | Russia (bandiera)               | A     | Nikita Iosifov       |
| 21 | Slovenia (bandiera)             | D     | Nejc Ajhmajer        |

| N. |                       | Ruolo | Calciatore               |
| -- | --------------------- | ----- | ------------------------ |
| 22 | Slovenia (bandiera)   | P     | Matjaž Rozman            |
| 23 | Slovenia (bandiera)   | D     | Žan Karničnik (capitano) |
| 25 | Slovenia (bandiera)   | D     | Matija Kavčič            |
| 30 | Brasile (bandiera)    | A     | Edmilson                 |
| 35 | Francia (bandiera)    | A     | Logan Delaurier-Chaubet  |
| 41 | Portogallo (bandiera) | P     | Ricardo Silva            |
| 44 | Polonia (bandiera)    | D     | Łukasz Bejger            |
| 47 | Lituania (bandiera)   | A     | Armandas Kučys           |
| 69 | Croazia (bandiera)    | P     | Matko Obradović          |
| 70 | Fær Øer (bandiera)    | D     | Hanus Sørensen           |
| 73 | Russia (bandiera)     | C     | Egor Prucev              |
| 81 | Slovenia (bandiera)   | D     | Klemen Nemanič           |
| 88 | Slovenia (bandiera)   | C     | Tamar Svetlin            |
| 99 | Spagna (bandiera)     | C     | Íñigo Eguaras            |